# 堀越純子
堀越 純子（ほりこし じゅんこ、1978年10月7日 - ）は、元北陸放送アナウンサー。

## 略歴
千葉県成田市出身。成城大学卒業。2002年からNHK盛岡放送局キャスター(3年間契約）。2005年に、北陸放送に入社。愛称・通り名は「ホリジュン」、姉御」。
2011年3月で北陸放送を退社。

## 過去の担当番組
- MROニュースランナー（テレビ、木曜「こちらMRO診療所」担当）
- まぜごはん（テレビ、火曜日 10:25 - 10:50、毎月最終週は10:20 - 10:50）
- 今日も“シャキ”っと（ラジオ、月曜日 - 水曜日アシスタント）
- 石川名物!GOGOは本多町3丁目（ラジオ、リポーター）
- ナイターオフ限定!夜は本多町パラダイス(?)（ラジオ、木曜日パーソナリティ）
- おはよう朝ラジ!（ラジオ、月曜日 - 水曜日担当）
- お達者ですか 孫のじゅんこです。（ラジオ）
- げつきんワイド!おいね★どいね（ラジオ、12時台）※不定期
- 鼻毛の森といえば鼻毛の森のRADIO NEGA★MAX

## エピソード
- 『石川名物!GOGOは本多町3丁目』で、長田哲也がパーソナリティの日に彼女がリポーターとして初回に登場した際は、氣志團の「One Night Carnival」が流れていた。